# Datuk Nan Duo
Datuk Nan Duo is een bestuurslaag in het regentschap Sarolangun van de provincie Jambi, Indonesië. Datuk Nan Duo telt 1125 inwoners (volkstelling 2010).